# Keresztény Községi Párt
A Keresztény Községi Párt (avagy Wolff-párt) egy helyi, budapesti politikai párt volt a két világháború közötti Magyarországon 1920 és 1939 között. Fennállása alatt mindvégig vezető, vagy meghatározó szerepet töltött be Budapest önkormányzati (és) politikai életében. Létezése során csak önkormányzati választásokon indult, az országgyűlési választásokon mindenkor a Keresztény Gazdasági és Szociális Pártot támogatta.

## Története
A párt 1920. július 14-én alakult az 1920-as önkormányzati választásokra Wolff Károly vezetésével. Célcsoportjának a budapesti keresztény nemesi középosztályt és kispolgárokat határozta meg, s Budapesten kívül a közvetlen agglomerációt (az 1950 előtti Nagy-Budapest) leszámítva sem 1920-ban sem későbbi fennállása során nem is indított jelölteket. A párt első alelnöke Raffai Sándor evangélikus püspök lett.
A párt az 1920-as önkormányzati választásokat elsöprő többséggel nyerte meg; a Fővárosi Önkormányzat akkor 240 tagú tanácsából 167-et, azaz a mandátumok 69,9%-át söpörte be. Ennek eredményeként saját jelöltjüket, Sipőcz Jenőt tették meg Budapest főpolgármesterévé, illetve egyben Budapest polgármesterévé is. (Budapestnek 1873–1950 között volt egy külön főpolgármestere és egy külön polgármestere is).
Wolffék erős antiszemitizmusa és radikális jobboldali politikája hamar szembefordította őket az 1921-ben alakult Bethlen-kormánnyal, különösen miután az meghirdette a konszolidáció politikáját. A kormány és a főváros ellentéte rövid úton elmérgesedett, aminek eredményeként a kormány 1924-ben életre hívta az Egységes Párttól ugyan névleg független, de valójában annak "alpártjaként" működött Egységes Községi Polgári Pártot, valamint felfüggesztették Budapest autonómiáját, a főváros élére pedig Sipka Ferencet nevezték ki, mint kormánybiztost. Az intézkedések során elkövetett törvénysértéseket (pl a felfüggesztés napjától számított két hónapon belül választásokat kellett volna tartani) az 1924. évi XXVI. törvénnyel visszamenőleg „legalizálták” és egyben lehetővé tették a fővárosi önkormányzati választás kiírását. A törvény alapján számtalan nem választott, hanem pozíciója folytán bejutott (elsöprő többségében kormánypárti) képviselő került a közgyűlésbe, azonban az 1925-ös (időközi) önkormányzati választásokon még így is csak épphogy sikerült a kormánytöbbséget kicsikarni. Wolffék a 250 megszerezhető szék 36,4%-át foglalhatták el, azaz 91 helyet. A helyzetet tovább bonyolította, hogy a szocialisták és a liberálisok együttesen 54,4%-ot kaptak. A szituációból a jobboldal kényszerszövetsége született, aminek eredményeként Sipőcz Jenő helyett Ripka Ferenc („a kormány embere”) lett a főpolgármester, azonban Sipőcz megtarthatta polgármesteri székét. Wolffékat az 1925-ös választásokon többek között Slachta Margit keresztény nőszövetsége (Keresztény Magyar Asszonyok Pártszövetsége) is támogatta.
Az ily módon háttérbe szorított Keresztény Községi Párt ennek ellenére jelentős erő maradt, s a polgármesteri széket is megtarthatta. A párt erős emberei közé tartozott ekkoriban Ernszt Sándor, Usetty Ferenc, Csilléry András, Szmrecsányi György és Bednárz Róbert voltak. Csilléry még a Friedrich-kormányban volt népjóléti miniszter, míg Ernszt később eltávolodott a párttól épp a Bethlen-kormányban, annak utolsó évében (1931) lett népjóléti és munkaügyi miniszter. Szmrecsányi 1920-1921-ben az Országgyűlés alelnöke volt, s egyben a legitimisták (IV. Károly visszatérését támogatók) egyik legaktívabb tagja volt. Részt vett az 1921-es királypuccsban is, ezért is fosztották meg alelnöki tisztségétől. Usetty Ferenc 1920 és 1927 között országgyűlési képviselő is volt egy másik keresztény párt színeiben (testvére, Usetty Béla az Egységes Községi Polgári Pártban politizált).
1930-ban Bethlenék a főváros autonómiáját erősen megnyirbáló törvényt léptettek életbe az esedékes önkormányzati választásokra, amit újfent a Wolff-párt nyert meg, vagyis a 150-re csökkentett (250-ről) elnyerhető helyből 46-ot, azaz a mandátumok 30,6%-át szerezték meg.
1932-ben hivatalba lépett a Gömbös-kormány. Gömbös egy egységes jobboldali pártot akart létrehozni, amihez az Egységes Párt átkeresztelésén (Nemzeti Egység Pártjává) kívül megpróbálta beolvasztani a Keresztény Községi Pártot, illetve az (egyébként abszolút kormánypárti, de bethlenista) Egységes Községi Polgári Pártot is. Mivel a kormánypártot ekkoriban a Bethlen-Gömbös ellentét határozta meg, az egységesek és a keresztény községiek egyaránt mindent megtettek ennek megakadályozására. Gömbös erre Ripka Ferenc nyugdíjazásakor (1932) ismét felfüggesztette a főváros autonómiáját és Huszár Aladárt nevezte ki az élére, valamint kidolgozott és elfogadtatott egy újabb, a fővárosi autonómiát ismét jelentősen megnyirbáló törvényt, mielőtt 1934-ben visszaállította azt. Az új reguláció értelmében a főpolgármestert a kormány egyszerű kinevezéssel jelölhette ki. Mivel ezzel Huszár nem értett egyet, lemondott. A helyére kinevezett Borvendég Ferenc (az egyik korábbi alpolgármester) került.
Mivel Gömbös irányvonala közelebb állt Wolffékhoz, mint az egységes községieké, akik Bethlenhez húztak, a fővárosi politikában érdekes fordulat következett be; a Keresztény Községi Párt "üldözöttből" kvázi szövetséges lett, így történhetett meg az, hogy a kinevezése után pár hónappal váratlanul elhunyt Borvendég helyére Sipőcz Jenőt nevezték ki főpolgármesterré, viszont a polgármesteri tisztségről (amit Sipőcz 1920 óta vitt) le kellett mondania, oda a kormány embere, Szendy Károly került.
1936. július 23-án elhunyt a párt alapító elnöke és motorja, Wolff Károly, akivel a leginkább azonosították addig a pártot. Helyére Csilléry András került. Miután október elején Gömbös is meghalt, a kvázi együttműködésük a kormánnyal rövid úton megszakadt. A párt helyzetét tovább súlyosbította, hogy 1936 végén Sipőcz Jenő is ágynak esett, majd 1937. január 1-jén ő is elhunyt; helyére pedig az egységespárti (bethlenista) Karafiáth Jenő került. Ezért a párt pozícióit erősítendő 1937. január 26-án a Nemzeti Néppárttal, a Keresztény Ellenzékkel és a Keresztény Gazdasági és Szociális Párttal közösen megalakították az Egyesült Keresztény Pártot, aminek Csilléry alelnöke lett, a fővárosi önkormányzatban ennek ellenére gyakorlatilag változatlan néven és formában működtek tovább.
1938-1939-ben az Imrédy-kormány mindent elkövetett a fővárosi frakciója (az egykori Egységes Községi Polgári Párt) és a Keresztény Községi Párt egyesítése (és ezzel a kormánypártba olvasztása) érdekében, ami végül 1939 februárjában sikerült. Miután Imrédy bejelentette pártja új nevét (Magyar Élet Pártja, korábban Nemzeti Egység Pártja, azelőtt pedig Egységes Párt volt) a Keresztény Községi Párt egyesült a kormánypárti frakcióval és Magyar Élet Keresztény Községi Pártja néven a MÉP fővárosi frakciója lett.

## Önkormányzati (törvényhatósági) választások eredményei
| Választási eredmények | Szavazatok száma | Szavazatok aránya | Mandátumok száma | Mandátumok aránya |
| --------------------- | ---------------- | ----------------- | ---------------- | ----------------- |
| 1920-as               | ?                | ?                 | 167              | 69,9%             |
| 1925-ös               | 80 616           | 36,6%             | 91               | 36,4%             |
| 1930-as               | 72 334           | 27,2%             | 46               | 30,6%             |
| 1935-ös               | 59 201           | 27,1%             | 33               | 30,6%             |